# Marcel Bovis
Marcel Bovis (3. září 1904 v Nice – 15. září 1997 v Antony) byl francouzský fotograf, který se specializoval na noční snímky Paříže.

## Publikované práce
- La Photographie de paysage et d'architecture, Éditions Prisma, Paris, 1948
- Du Quartier latin au Jardin des Plantes, Éditions Arts et métiers graphiques, Paris, 1948
- Initiation à la photographie..., Le Livre de poche, Paris, 1973
- Initiation à la photographie, Éd. universitaire, Paris, 1975
- spoluautoři Bernard Lefebvre a Maurice Barette, Synopsis: Histoire de la photographie, Recherche et documentation photographiques, Rouen, 1980